# トナカイ作戦
トナカイ作戦(となかいさくせん、ドイツ語: Unternehmen Rentier)とは、第二次世界大戦中、継続戦争勃発によるソ連軍の攻撃から、フィンランド・ペツァモのニッケル鉱山を守るために行われたドイツの軍事作戦である。
作戦計画の策定は、ドイツのノルウェー占領が終了した後である1940年8月13日に開始され、その年の10月にまとめられた。計画では、ペツァモを占領し、なおかつ戦略的に重要となる鉱山がソ連の手に落ちてしまわないよう、2つの山岳師団の参加が必要であると決定された。
トナカイ作戦は、ドイツのソ連侵攻計画であるバルバロッサ作戦の一部として1941年6月22日に開始され、ドイツ第2山岳師団はリイナハマリを、ドイツ第3山岳師団はルオスタリを占領した。
この作戦は銀狐作戦の一つとして、続く白金狐作戦に引き継がれた。